# Rescue: HI-Surf
Rescue: HI-Surf è una serie televisiva d'azione americana creata da Matt Kester, re-boot della serie Baywatch.
La serie era inizialmente prevista col titolo Ke Nui Road da HBO Max, che ne ordinò un episodio pilota nel 2021, è stata poi acquisita da Fox e presentata in anteprima il 22 settembre 2024.

## Trama
La serie è descritta come un dramma ricco di azione che segue le vicende dei bagnini che pattugliano e proteggono il famoso e talvolta pericoloso tratto di costa North Shore di Oahu nelle isole Hawaii, lungo le sue sette miglia chiamate dai surfisti Seven Miles Miracles salvando con moto d'acqua e tavole da surf i surfisti o i nuotatori travolti dalla forza delle onde.